# Площадь Данила Галицкого (Львов)

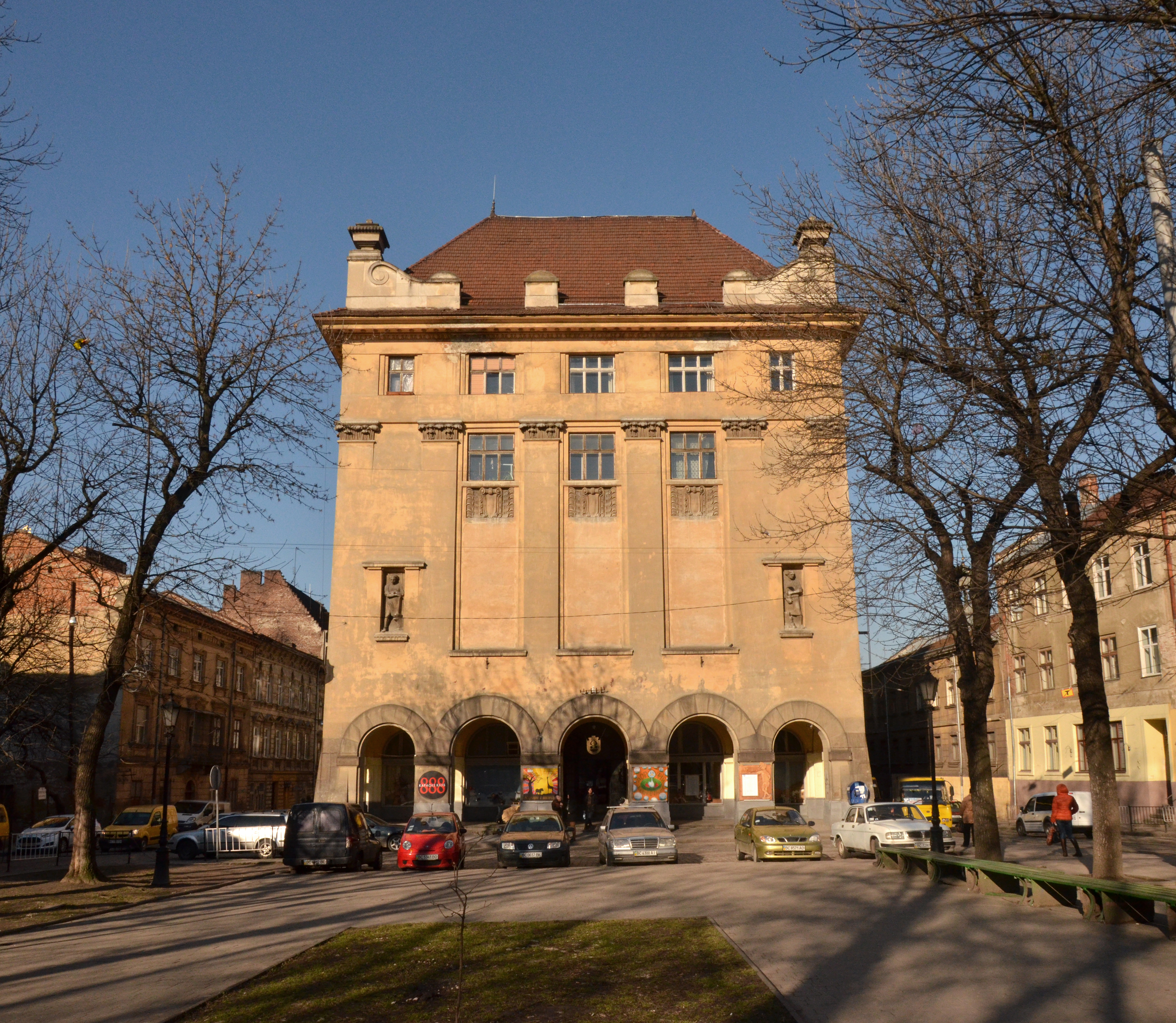
Здание Ремесленной палаты (ныне - Львовский театр кукол) на пл. Данила Галицкого, 1

Пло́щадь Дани́ла Га́лицкого — площадь в Галицком районе Львова (Украина). Отделяет Подзамче от Средместья.

## Названия
- Дровяная площадь (Holz Platz) — до 1871 года, название дано поскольку на площади торговали дровами.
- Стрелецкая площадь — с 1871 по 1944 год. Название было дано по стрельбищу между внешней городской стеной и валом, на котором львовские мещане учились стрелять из луков и огнестрельного оружия.
- Площадь Данила Галицкого — с 1944 года, в честь Даниила Галицкого, который считается основателем Львова.

## История
На месте нынешней площади проходил третий внешний пояс городских фортификаций с белюардами — Низким и Королевским. Под ними протекал ручей, который брал своё начало на склонах Замковой горы.
2 июня 1902 года на Стрелецкой площади состоялись столкновения бастующих строителей с австрийской армией и полицией. Забастовщики бросали камни в солдат и полицейских, били стёкла в окружающих домах. Вследствие расстрела рабочих погибло пятеро людей, несколько десятков участников митинга было ранено.
В годы Первой мировой войны посреди площади установили деревянные бараки, в которых разместили дешёвую кухню и столовую. В начале 1950-х через площадь провели трамвайную линию после ликвидации колеи на тогдашней Первомайской улице (ныне проспект Свободы).

## Примечательные здания

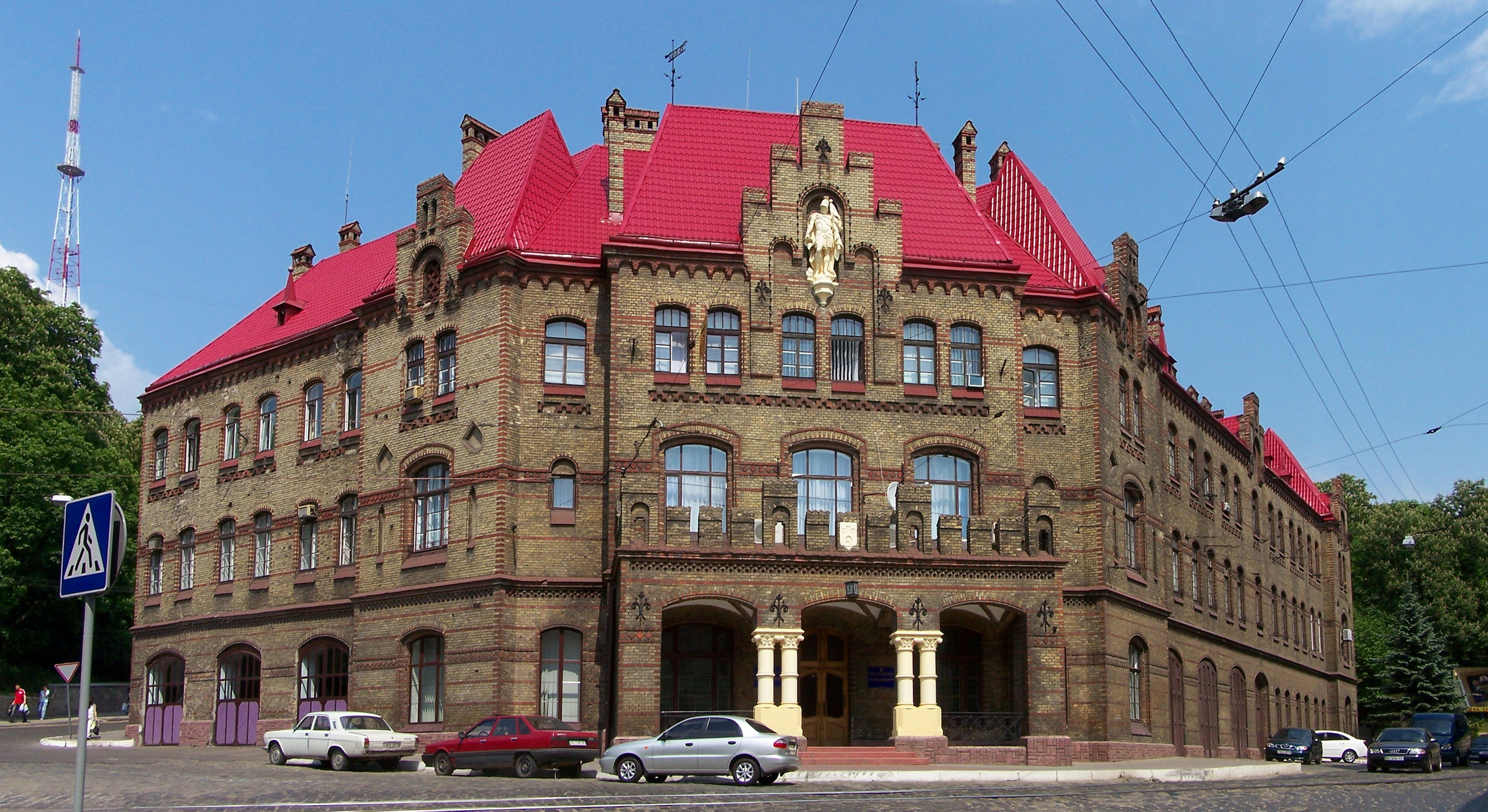
Главное управление ГСЧС Украины в Львовской области

На противоположных концах площади стоят два величественных сооружения — здание управления пожарной охраны и здание кукольного театра. Между ними под № 8 в 1930-х гг. построили здания торгового лицея.
Здание пожарной охраны выстроено из нештукатуренного кирпича. Его построили на месте летнего театра в 1899—1901 гг. по проекту Игнатия Брунека. Сооружение украсила скульптура Святого Флориана (покровителя пожарных), изготовленная Петром Войтовичем. В нововыстроенном здании, рядом с пожарными, разместилась также станция скорой медицинской помощи — по-львовски «нагла поміч».
В нижней части площади (пл. Даниила Галицкого, 1) в 1913 году началось строительство здания Ремесленной палаты, законченное уже после Первой мировой войны. В советское время в этом доме стал работать кукольный театр, а с 1990-х в подвалах здания работает молодёжный клуб «Лялька» (укр. — «Кукла»).

## Памятники
В 1930-е годы на Стрелецкой площади планировалось установить памятника президенту города Львова в 1905—1907 годах. Михаилу Михальскому. Именно Михальский, кузнец по специальности, после внедрения городских водопроводов в начале ХХ ст., выступил против ликвидации львовских артезианских колодцев. Впоследствии эти колодцы помогли обеспечить город водой во время польско-украинской войны, когда украинское подразделение захватило загородные источники водоподачи.
В советское время на ней планировали установить памятник Данилу Галицкому или Тарасу Шевченко, однако эти проекты были реализованы в других местах.